# Jack Lang
Jack Mathieu Emile Lang (Mirecourt, 2 settembre 1939) è un politico francese.
Esponente del Partito Socialista è noto soprattutto per essere stato per complessivamente dieci anni ministro della Cultura francese, dal 1981 al 1986 e ancora dal 1988 al 1993. Fu Ministro dell'Educazione dal 1992 al 1993 e dal 2000 al 2002. È stato sindaco di Blois dal 1989 al 2000.

## Biografia
Suo padre, Roger Lang (1902-1955), era il direttore commerciale dell'azienda di famiglia fondata e gestita dal nonno di Jack, Albert Lang (1874-1964), che aveva fatto fortuna alla fine della Prima Guerra Mondiale, alla guida di questa azienda di recupero e trattamento rifiuti industriali. Sia Roger che Albert sono massoni. La madre di Jack, Marie-Luce Bouchet, i cui nonni erano cattolici, nacque nel 1919 e morì nel 2003, ed era la figlia di Émile Bouchet, insegnante ateo e massone, morto nel 1926, e di Berthe Boulanger, infermiera, anche lei massone e nato in una famiglia di credo monarchico

### Studi giuridici e interessi artistici
Nato da una famiglia benestante di origine ebraica e cresciuto a Nancy, conosce ben presto le difficoltà a causa della tragica scomparsa di suo padre. Si laurea in legge, e si specializza presso l'Istituto di Sciences Politiques (Sciences po) di Parigi. Professore universitario di diritto internazionale, coltiva anche una passione per il teatro, che lo porta alla direzione del Festival di Nancy dal 1963 al 1977 e del Théâtre de Chaillot di Parigi dal 1972 al 1974. Negli anni '80 contribuisce alla creazione del Premio Europa per il teatro, nato nel 1986, di cui è attuale Presidente.

### Carriera politica
Sostenitore di Pierre Mendès France, a 16 anni si iscrive al Parti Radical. Si allontana da quel partito nel 1959, a seguito dell'espulsione di Mendès France. Aderisce quindi al Parti Socialiste Autonome (PSA), poi divenuto Parti Socialiste Unifié (PSU). Nel 1977 aderisce al Partito Socialista (PS), che era stato rifondato nel 1971 da François Mitterrand, ed è eletto al consiglio comunale di Parigi. È uno dei principali organizzatori della campagna del PS per le elezioni europee del 1979. Risale a quell'epoca il sodalizio con Mitterrand, cui Lang sarà fino all'ultimo uno dei fedelissimi.
La campagna per l'elezione di François Mitterrand alle presidenziali del 1981 vede Lang in prima linea. Il 21 maggio del 1981 il grande pubblico televisivo comincia a fare la conoscenza di Jack Lang. Nel Salone delle Feste del palazzo dell'Eliseo, è accanto a Pierre Mendès France quando Mitterrand, appena insediato alla presidenza della Repubblica, va ad abbracciare l'anziano statista.
È costantemente rieletto all'Assemblée Nationale nella circoscrizione dello Cher e poi del Pas-de-Calais in tutte le elezioni legislative dal 1986 al 2007. Alle elezioni legislative del 2012 cambia collegio elettorale e si presenta nella circoscrizione dei Vosgi, ma è battuto al ballottaggio dal candidato dell'UMP per una differenza di settecento voti (49,12% contro 50,88%).
È deputato al Parlamento europeo dal 1994 al 1997.

### Ministro della cultura di Mitterrand
Il 21 maggio 1981 è nominato ministro della Cultura nel governo di Pierre Mauroy. È alla guida della cultura fino al 20 marzo 1986, nel governo di Laurent Fabius. È ministro della Cultura e della Comunicazione dal 10 maggio 1988 al 29 marzo 1993, nei successivi governi di Michel Rocard, Édith Cresson e Pierre Bérégovoy.
È l'inventore della Festa della musica e delle Giornate nazionali del patrimonio. Durante la sua gestione il bilancio del ministero della Cultura è lievitato enormemente, aprendo la strada a una moltiplicazione d'iniziative e d'eventi. A volte con qualche eccesso, come sottolineato dal polemico pamphlet dell'ex alto funzionario ministeriale Michel Schneider La comédie de la culture (1992).
Grazie al suo impulso e alla sua forte personalità, in Francia è stata promossa la cultura in tutte le sue espressioni, anche quelle più popolari. E a lasciare una traccia permanente del suo passaggio al Ministero della Cultura, i Grands Travaux realizzati negli anni novanta sotto l'egida di Mitterrand: l'Arche alla Défense, la Cité de la Musique, il Grand Louvre, la Pyramide dell'architetto Ieoh Ming Pei, l'Opéra Bastille. Altre iniziative, come ad esempio la nuova Biblioteca Nazionale a Tolbiac, non sono state lanciate da Lang. Questi, poi, non ha mai fatto mistero di non approvare certe scelte come, ad esempio, quella dell'architetto dell'Opéra Bastille o  l'introduzione di canali privati (su proposta dell'imprenditore italiano Silvio Berlusconi) nella TV francese, per timore di "inquinare" la cultura, molto presente nelle trasmissioni televisive sui canali nazionali dell'epoca, con l'inserimento delle interruzioni pubblicitarie.

### Altri incarichi ministeriali e parlamentari
Dal 13 maggio 1988 al 2 aprile 1992 cumula l'incarico di ministro della Cultura con quello della Comunicazione. Dal 23 giugno 1988 al 16 maggio 1991 ha, inoltre, la competenza sulle grandi opere per il Bicentenario della Rivoluzione francese.
Dal 17 maggio 1991 al 2 aprile 1992 è anche portavoce del governo. Conservando il portafoglio della Cultura, dal 3 aprile 1992 al 29 marzo 1993 è ministro dell'Educazione nazionale, con il rango di ministro di Stato.
Dal 1997 al 2000 è presidente della commissione Esteri dell'Assemblée Nationale.
Torna al governo il 27 marzo 2000, chiamato dal primo ministro Lionel Jospin a reggere nuovamente il ministero dell'Educazione nazionale, incarico che lascerà il 5 maggio 2002.

## Mandati locali
È sindaco di Blois (Loir-et-Cher) dal 1989 al 2000. Nel 2002 si ricandida alla carica di sindaco, ma è battuto dal candidato del centrodestra.
Consigliere regionale del Centre dal 1992 al 1998.
Consigliere regionale del Nord-Pas-de-Calais dal 2004 al 2010, e anche vice presidente della Regione con delega all'università e alla ricerca.
Consigliere generale del Loir-et-Cher dal 1992 al 1993.
Consigliere comunale di Parigi dal 1983 al 1989.

### Le elezioni presidenziali del 1995 e le legislative del 1997
Jack Lang presenta la sua candidatura alle primarie organizzate in seno al Parti Socialiste per le elezioni presidenziali del 1995, ritirandole subito anche per le ostilità dei rocardiani e dei seguaci di Lionel Jospin, che sarà poi designato a candidato ufficiale del partito. Alle elezioni legislative anticipate del 1997 partecipa attivamente alla campagna elettorale, e, dopo la vittoria del PS, si aspetta la nomina a ministro nel governo Jospin, che tuttavia non arriva. Lang non mancherà di manifestare pubblicamente il suo disappunto.

### Le dimissioni dalla direzione del PS
Alle elezioni presidenziali del maggio 2007 sostiene Ségolène Royal. L'8 luglio 2007 è invitato dal presidente della Repubblica Nicolas Sarkozy a far parte del Comité de réflexion sur la modernisation et le rééquilibrage des institutions, una commissione di tredici saggi presieduta dall'ex primo ministro Édouard Balladur, con l'incarico di allestire entro il novembre di quell'anno una proposta articolata di riforme istituzionali. Prima ancora di dare la sua risposta, Lang è messo sull'avviso che, in caso di accettazione dell'incarico, sarà allontanato dagli organi direttivi del partito. Come reazione, l'11 luglio si dimette dalla direzione nazionale del Partito Socialista, dichiarando di "non riconoscersi più nei metodi" del segretario François Hollande. Il 18 luglio accetta l'offerta di Sarkozy, ed è nominato alla vicepresidenza della commissione Balladur.

### Il contributo alla riforma della Costituzione
Dalle proposte della commissione Balladur deriva la legge costituzionale del 23 luglio 2008 riforma della Costituzione, approvata dal Congresso (le Camere riunite) a Versailles il 21 luglio 2008. Jack Lang è stato l'unico parlamentare socialista a votare a favore del provvedimento, che ha ottenuto la maggioranza richiesta di tre quinti del Congresso solo per due voti. In conseguenza del suo voto favorevole, il capogruppo del PS all'Assemblée Nationale, Jean-Marc Ayrault, ha dichiarato che Lang "si è allontanato da solo dal gruppo", senza tuttavia spingersi fino a ventilare un'espulsione formale. Al congresso del partito a Reims il 14 novembre 2008 sostiene la candidatura di Martine Aubry a primo segretario.

### La missione a Cuba, l'offerta di un ministero da parte di Fillon e la presidenza dell'IMA
Nel febbraio 2009, il presidente della Repubblica Nicolas Sarkozy chiede a Jack Lang di essere il suo "emissario speciale a Cuba per trovare con le autorità cubane le modalità di una ripresa del dialogo politico e della cooperazione tra la Francia e Cuba".
Nel giugno 2009 gli è offerto di entrare nel governo Fillon come ministro della Cultura e della Comunicazione, incarico che tuttavia Lang rifiuta.
Il 25 agosto 2010 è nominato consigliere giuridico del Segretario generale delle Nazioni Unite, Ban Ki-moon, per le questioni relative alla pirateria.
Alle primarie per la designazione del candidato del PS alle presidenziali del 2012 sostiene la candidatura di François Hollande, il quale, una volta eletto, lo nomina ambasciatore itinerante con l'incarico della repressione della pirateria.
L'8 gennaio 2013, il governo francese propone ai paesi arabi partner la designazione di Jack Lang alla presidenza dell'Institut du Monde Arabe (IMA). Si insedia il successivo 25 gennaio.

## Vita privata
Il 22 luglio 2013 ha perso l'unica figlia Valérie Lang, morta a soli 47 anni per un tumore fulminante al cervello; attrice di cinema e di teatro, era un'aderente del MoDem.